# Vassilis Vassilikos

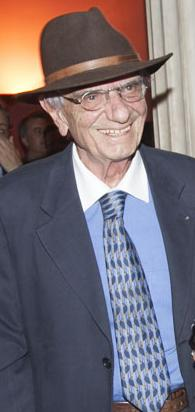
Vassilis Vassilikos, 2016.

Vassilis Vassilikos (Βασίλης Βασιλικός, kan även transkriberas Basilēs Basilikos), född 18 november 1933 i Kavala i Östra Makedonien och Thrakien, död 30 november 2023 i Aten, var en grekisk författare och diplomat.
Vid militärkuppen i Grekland 1967 befann sig Vassilikos utomlands och valde att bosätta sig i Paris. Hans roman Z blev 1969 till en film med samma titel i regi av Costa-Gavras (Vassilikos var medförfattare till manuset). Han var 1981–1984 chef för den grekiska statstelevisionen och sedan 1996 grekisk ledamot i Unesco. Han gav ut mer än hundra böcker; romaner, pjäser och poesi.